# Diplocrepis puniceus
Diplocrepis puniceus är en fiskart som först beskrevs av John Richardson, 1846.  Diplocrepis puniceus ingår i släktet Diplocrepis och familjen dubbelsugarfiskar. Inga underarter finns listade i Catalogue of Life.